# Viggo Jensen
Alexander Viggo Jensen, danski strelec, atlet, dvigalec uteži in telovadec, * 22. junij 1874, København, Danska, † 2. november 1930, København.
Jensen je nastopil na prvih poletnih olimpijskih igrah moderne dobe leta 1896 v Atenah v štirih športih, strelstvu, atletiki, dviganju uteži in gimnastiki. Najuspešnejši je bil v dviganju uteži, kjer je osvojil naslova olimpijskega prvaka v dvoročnem dvigu in podprvaka v enoročnem dvigu, bronasto medaljo pa je osvojil v strelski disciplini puška prosto. Zasedel je še četrta mesta v plezanju po vrvi, suvanju krogle in trojnem strelskem položaju leže ekipno na 300 m, šesti pa je bil z vojaško puško na 200 m.